# Киевско-Житомирский диоцез
Епархия Киева-Житомира (лат. Dioecesis Kioviensis-Zytomeriensis) — епархия (диоцез) Римско-католической церкви с центром в городе Житомир, Украина. Входит в митрополию Львова. Территория охватывает Киевскую, Житомирскую, Черкасскую и Черниговскую области. Кафедральный собор — собор святой Софии. Сокафедральный собор — собор святого Александра (Киев).

## История
Появление католической епархии в Киеве связано с деятельностью доминиканцев. После того как Великий князь литовский Гедимин в 1321 году завладел киевским княжеством, там появилась доминиканская миссия и монастырь. Первым епископом стал Генрик.
С XV века Киев в составе Речи Посполитой, с 1654 года (Переяславская рада) Киев в составе Русского государства; в отличие от остальной Левобережной Украины, Киев был уступлен Польшей первоначально временно, затем, по «Вечному миру» 1686 года с Речью Посполитой — постоянно; центр Киевской губернии. В составе Российской империи киевская католическая кафедра продолжала существовать.
В 1792 году в результате Второго раздела Речи Посполитой Россия присоединила к себе большое количество земель, ранее принадлежавших Польше. Екатерина II провела реорганизацию латинских епархий на приобретённых землях. Киевская епархия была упразднена и вошла в состав епархии Луцка-Житомира.
В 1925 году Луцко-Житомирская епархия была разделена на Луцкую и Житомирскую, в связи с тем, что после окончания Советско-польской войны Луцк оказался в составе Польши, а Житомир в советской Украине. Житомирская епархия подверглась после этого репрессиям. Теофил Скальский, выполнявший с 1926 года функции апостольского администратора Житомира, был арестован в 1930 году и двумя годами позже выслан в Польшу, после чего Житомирская епархия фактически прекратила своё существование.
Восстановление епархии состоялось в 1991 году. 25 ноября 1998 года епархия была переименована в епархию Киева-Житомира. 4 мая 2002 года часть территории епархии перешла вновь образованной епархии Харькова-Запорожья.

## Ординарии епархии
- епископ Ян Пурвинский (16.01.1991 — 15.06.2011)
- архиепископ ad personam Пётр Геркулиан Мальчук, O.F.M.[4] (15.06.2011 — 27.05.2016)
- епископ Виталий Скомаровский (Апостольский администратор 31.05.2016 — 30.04.2017)[5]
- епископ Виталий Кривицкий (назначен 30.04.2017)[1]

### Вспомогательные епископы
- епископ Станислав Широкорадюк, O.F.M. (26.11.1994 — 12.04.2014), назначен епископом Харькова — Запорожья
- епископ Виталий Скомаровский (7.04.2003 — 12.04.2014), назначен епископом Луцка

## Структура

Римско-католические епархии Украины. Киевско-житомирская выделена салатовым цветом

Официально кафедральным собором епархии считается собор святой Софии (Житомир). С августа 2011 года, после ингресса архиепископа Петра Мальчука, функции кафедрального собора выполняет собор святого Александра (Киев). Территория епархии имеет площадь 111 600 км². Согласно данным справочника catholic-hierarchy Архивная копия от 27 августа 2011 на Wayback Machine по состоянии на 2013 год в епархии насчитывалось около 220 тысяч католиков, 151 священник и 273 монашествующих.